# 로이크역
로이크역(프랑스어: Gare de Loèche, 독일어: Bahnhof Leuk)은 스위스 발레주에 있는 로이크의 철도역이다. 심플론선의 중간 정류장이며, 지역 및 장거리 열차가 운행된다.

## 운행편
다음 서비스는 로이크에서 정차한다.
- 인터레기오 : 제네바 공항과 브리크 사이를 30분 간격으로 운행한다.
- 레기오 : 몽테와 브리크 사이를 30분 간격으로 운행하며, 다른 모든 열차는 몽테에서 생젱골프까지 계속 운행한다.